# Aston and Cote

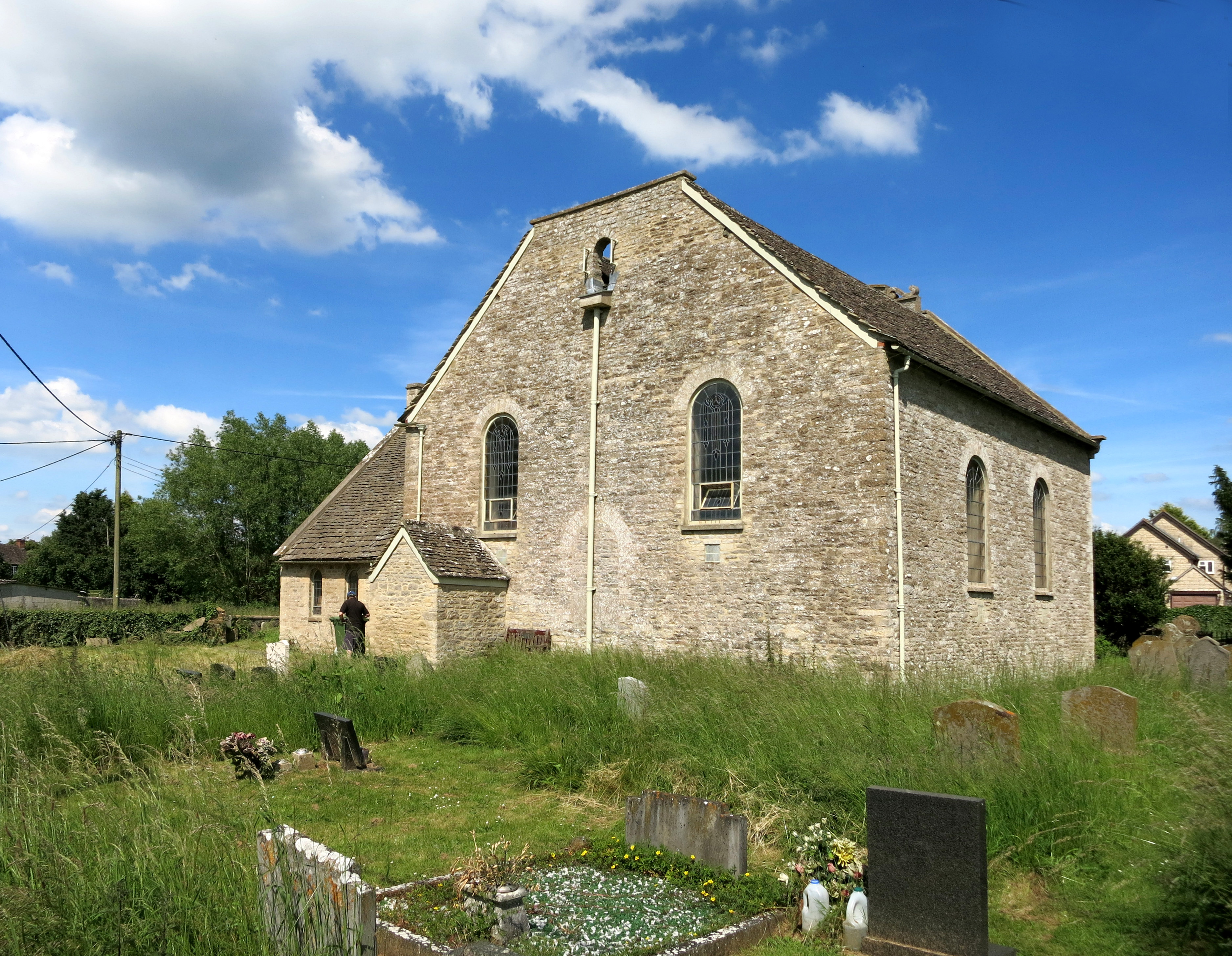
Cote, Oxfordshire

Aston and Cote var en civil parish från 1866 till 1932 då den blev en del av Aston Bampton, i grevskapet Oxfordshire, i England. Civil parish var belägen 17 km från Oxford och hade 531 invånare år 1931.